# Pavel Kouba
Pavel Kouba (ur. 1 września 1938 w Kladnie, zm. 13 września 1993 w Taborze) – czechosłowacki piłkarz, reprezentant kraju grający na pozycji bramkarza.

## Kariera klubowa
Kouba urodził się w Kladnie. Pierwsze kroki w świecie piłki nożnej stawiał w miejscowym SK Kladno, do którego dołączył w 1954. 
Cztery lata później, w 1958 został zawodnikiem Dukli Praga. W pierwszym sezonie pełnił głównie rolę bramkarza rezerwowego, rozgrywając tylko 6 spotkań. W kolejnych latach wywalczył sobie miejsce w podstawowym składzie Dukli, z którą zaczął odnosić sukcesy na arenie krajowej. Czterokrotnie zdobył z Duklą mistrzostwo Czechosłowacji w sezonach 1960/61, 1961/62, 1962/63 i 1963/64. Dodatkowo dwukrotnie wywalczył Pucharu Czechosłowacji w sezonach 1960/61 i 1964/65. Łącznie przez siedem lat gry w Dukli rozegrał 127 spotkań.
W 1965 przeszedł do innego stołecznego klubu, Sparty Praga. Wraz ze Spartą zdobył mistrzostwo Czechosłowacji w sezonie 1966/67. Przez 4 lata gry w Sparcie 44 razy strzegł bramki popularnych Rudí. 
Po sezonie 1968/69 wyjechał do Francji, gdzie został piłkarzem Angoulême CFC. Największym sukcesem zespołu było 4. miejsce w Première Division w sezonie 1969/70. Z klubem zagrał także w rozgrywkach Pucharu Miast Targowych, gdzie Angoulême poległo w pierwszej rundzie z portugalską Vitória SC. W sezonie 1971/72 zespół spadł do Division 2. Po tej kampanii zakończył karierę piłkarską. 
| Sezon   | Klub          | Kraj           | Rozgrywki                     | Mecze | Bramki |
| ------- | ------------- | -------------- | ----------------------------- | ----- | ------ |
| 1954    | SK Kladno     | Czechosłowacja |                               |       |        |
| 1955    | SK Kladno     | Czechosłowacja |                               |       |        |
| 1956    | SK Kladno     | Czechosłowacja |                               |       |        |
| 1957/58 | SK Kladno     | Czechosłowacja |                               |       |        |
| 1958/59 | Dukla Praga   | Czechosłowacja | Československá futbalová liga | 6     | 0      |
| 1959/60 | Dukla Praga   | Czechosłowacja | Československá futbalová liga | 20    | 0      |
| 1960/61 | Dukla Praga   | Czechosłowacja | Československá futbalová liga | 15    | 0      |
| 1961/62 | Dukla Praga   | Czechosłowacja | Československá futbalová liga | 26    | 0      |
| 1962/63 | Dukla Praga   | Czechosłowacja | Československá futbalová liga | 17    | 0      |
| 1963/64 | Dukla Praga   | Czechosłowacja | Československá futbalová liga | 21    | 0      |
| 1964/65 | Dukla Praga   | Czechosłowacja | Československá futbalová liga | 22    | 0      |
| 1965/66 | Sparta Praga  | Czechosłowacja | Československá futbalová liga | 13    | 0      |
| 1966/67 | Sparta Praga  | Czechosłowacja | Československá futbalová liga | 6     | 0      |
| 1967/68 | Sparta Praga  | Czechosłowacja | Československá futbalová liga | 13    | 0      |
| 1968/69 | Sparta Praga  | Czechosłowacja | Československá futbalová liga | 12    | 0      |
| 1969/70 | Angoulême CFC | Francja        | Ligue 1                       | 16    | 0      |
| 1970/71 | Angoulême CFC | Francja        | Ligue 1                       | 38    | 0      |
| 1971/72 | Angoulême CFC | Francja        | Ligue 1                       | 28    | 0      |

## Kariera reprezentacyjna
Kouba w 1962 został powołany przez trenera Rudolfa Vytlačila na Mistrzostwa Świata. Podczas turnieju w Chile wszystkie spotkania spędził na ławce rezerwowych. Czechosłowacja zakończyła ten turniej na drugim miejscu, przegrywając mecz finałowy z Brazylią. 
Kouba po raz pierwszy w kadrze wystąpił 24 kwietnia 1963 w spotkaniu przeciwko Austrii, przegranym 1:3. Po raz ostatni w drużynie narodowej zagrał 3 listopada tego samego roku w meczu z Jugosławią, przegranym 0:2. Łącznie Kouba zagrał w 3 spotkaniach reprezentacji Czechosłowacji. 
| Mecze i gole w reprezentacji | Mecze i gole w reprezentacji | Mecze i gole w reprezentacji | Mecze i gole w reprezentacji | Mecze i gole w reprezentacji | Mecze i gole w reprezentacji | Mecze i gole w reprezentacji |
| #                            | Data                         | Miasto                       | Przeciwnik                   | Gol                          | Wynik                        | Rozgrywki                    |
| ---------------------------- | ---------------------------- | ---------------------------- | ---------------------------- | ---------------------------- | ---------------------------- | ---------------------------- |
| 1.                           | 24.04.1963                   | Wiedeń                       | Austria                      |                              | 1:3                          | towarzyski                   |
| 2.                           | 28.04.1963                   | Sofia                        | Bułgaria                     |                              | 0:1                          | towarzyski                   |
| 3.                           | 03.11.1963                   | Zagrzeb                      | Jugosławia                   |                              | 0:2                          | towarzyski                   |

## Sukcesy
Czechosłowacja
- Mistrzostwa Świata: 1962 (2. miejsce)

Dukla Praga
- Mistrzostwo Czechosłowacji (4): 1960/61, 1961/62, 1962/63, 1963/64
- Pucharu Czechosłowacji (2): 1960/61, 1964/65

Sparta Praga
- Mistrzostwo Czechosłowacji (1): 1966/67